# Oestergrenia kongoensis
Oestergrenia kongoensis is een zeekomkommer uit de familie Synaptidae.
De wetenschappelijke naam van de soort werd in 1932 gepubliceerd door Svend Geisler Heding.